# Основно образование
Основното образование е първият етап етап от формалното образование и обикновено включва първите пет до седем години формално, структурирано общо образование. То идва след предучилищна/детска градина и преди средното образование. Началното образование се провежда в начално, основно или средно училище.

## Определение
Определението на Международната стандартна класификация на образованието (на английски: International Standard Classification of Education – ISCED) от 1997 г. посочва, че основното образование обикновено започва на възраст между 5 и 8 години и е предназначено да даде стабилно основно образование по четене, писане и математика, заедно с елементарно разбиране по други предмети. До 2011 г. философията се променя, елементарното разбиране на други предмети отпадна в полза на това „да се установи солидна основа за учене“.
Детският фонд на ООН (УНИЦЕФ) вярва, че осигуряването на начално образование на децата има много положителни ефекти. То:
- Намалява бедността
- Намалява детската смъртност
- Насърчава равенството между половете
- Повишава разбирането за околната среда[3]

Цитираните възрасти обхващат бързо развиваща се фаза на детското развитие. Това се изучава в дисциплината психология на развитието, която освен всичко друго се опитва да опише как децата учат.
Във Великобритания приемът, първата година от основното училище, е част от етапа на началната година.
Философията на образованието, на преподаването и ученето, през хилядолетията е занимавала много велики умове. Опитите са посветени на това да се каже на какво трябва да се учат децата.

## Структура
Международната стандартна класификация на образованието разглежда основното образование като еднофазно, където програмите обикновено са предназначени да осигурят основни умения за четене, писане и математика и да установят солидна основа за учене. Това е ISCED ниво 1: Начално образование или първи етап на основно образование.
Основното образование обичайно продължава от шест до осем години, които започват на възраст пет или шест години, въпреки че това варира в отделните страни. В световен мащаб около 89% от децата на възраст от шест до дванадесет години са записани и посещават основно училище и този процент нараства. В рамките на програмата „Образование за всички“, управлявана от ЮНЕСКО, повечето страни са се ангажирали с универсалното записване в началното образование до 2015 г., а в много държави то е задължително. Разделението между основното и средното образование е до известна степен произволно, но се случва на около единадесет или дванадесет години. Някои образователни системи имат отделни средни училища, като преходът към последния етап на средното образование се осъществява на около четиринадесет години.
В Индия например задължителното образование обхваща повече от дванадесет години.

## В България
Основното образование в България е задължително и е с продължителност 7 години. Процесът на обучение е организиран по следния начин:
| Степен и етапи на образование                                   | Възраст (години) | Класове | Вид на училището | Код по МСКО/ISCED              |
| --------------------------------------------------------------- | ---------------- | ------- | ---------------- | ------------------------------ |
| Начално (Начален етап на основната образователна степен)        | 6/7 – 10/11      | I – IV  | Начално училище  | МСКО 1/ISCED 1                 |
| Основно (Прогимназиален етап на основната образователна степен) | 10/11 – 13/14    | V – VII | Основно училище  | МСКО 2А или 2С/ISCED 2А или 2С |

Основно образование може да се получи в:
- основни училища (от 1. до 7. клас)
- начални училища (от 1. до 4. клас)
- прогимназиални училища (от 5. до 7. клас).

Законът, който урежда в България обществените отношения, свързани с осигуряване на правото на училищно образование, както и с устройството, функциите, организацията, управлението и финансирането на системата на училищното образование, е Законът за предучилищното и училищното образование.

### Статистика
Брой начални училища в България.
| Учебна година | Общо |
| ------------- | ---- |
| 2020/21       | 129  |
| 2019/20       | 133  |
| 2018/19       | 131  |
| 2017/18       | 137  |

Данните не са съпоставими спрямо предходните учебни години заради прекъсване на динамичния ред поради промени в националната образователна система (Закон за предучилищното и училищното образование, обн., ДВ. бр. 79 от 13 октомври 2015 г.).